# 헬싱키 구교회

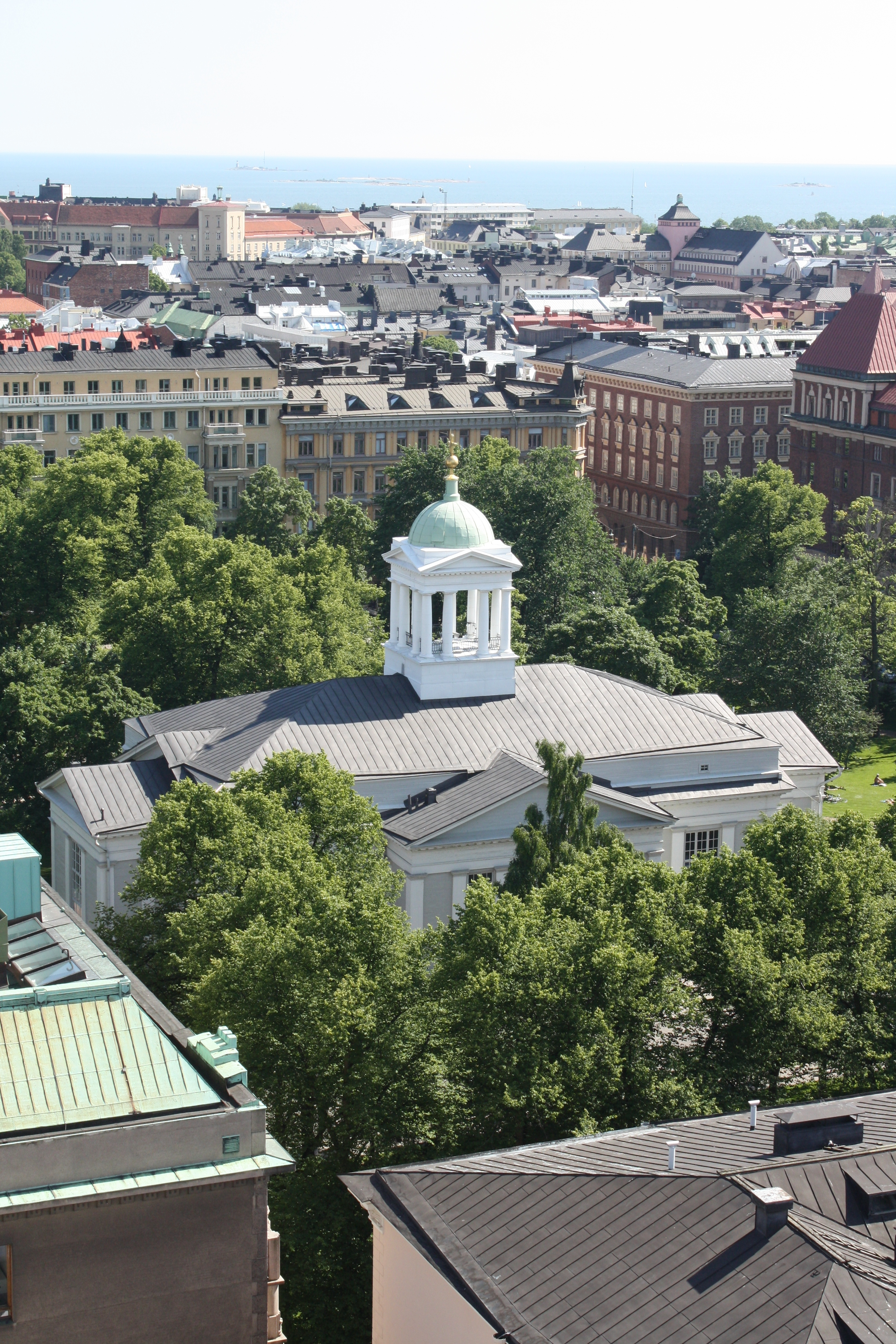

헬싱키 구교회(핀란드어: Helsingin vanha kirkko 헬싱긴 반하 키르코[*], 스웨덴어: Gamla kyrkan i Helsingfors)는 헬싱키 뢴로트가에 있는 신고전주의 양식 건물이다. 칼 루드비히 엥겔이 설계하여 1826년 완공되었다. 구교회란 구교(천주교) 교회는 아니고 복음루터교회다. 핀란드 시내에 위치한 교회들 중 가장 오래되었기에 구교회라고 불린다. 본래 1852년 완공된 헬싱키 대성당이 완공되기 전까지 임시로 사용할 건물로 지어졌지만, 헬싱키의 인구 증가가 급속도로 이루어져 교회에 수요 역시 이를 따라 증가하자 대성당 완공 뒤에도 구교회를 그냥 계속 교회로 사용하기로 되었다.